# Hipódromo de Windsor
El Hipódromo de Windsor o el Hipódromo Real de Windsor (en inglés: Windsor Racecourse) Es un recinto de carreras de caballos pura sangre ubicado en Windsor, Berkshire, Inglaterra, Reino Unido. Es uno de los dos únicos espacios en su tipo (figure-of-eight courses) en el Reino Unido, siendo el otro el de Fontwell Park. El hipódromo de Windsor se encuentra a orillas del río Támesis y ocupa una gran isla entre el canal principal del río y el remanso del Clewer Mill Stream. La zona tiene antecedentes en las carreras de caballos que datan de la época de Enrique VIII, pero la primera reunión para una carrera en el Royal Windsor no tuvo lugar hasta 1866.